# 辻柚音
辻 柚音（つじ ゆね、1991年3月18日 - ）は、日本のタレント、グラビア、女優。鳥取県出身、7人姉弟の次女。

## 経歴
小学生の頃、モーニング娘。に憧れて芸能界を目指し、高校卒業とともに上京。一番好きなメンバーは辻希美で、後の芸名の由来となる。
2013年8月8日にグッドチョイスエンタテインメント所属のアイドルグループ『WenDee』のメンバーとしてデビュー。デビュー当初は担当カラーではなく、担当動物がそれぞれにつけられており、くま担当だった。
同年9月、光文社『FLASH』主催のオーディション『ミスFLASH2014』にエントリー。セミファイナルまで進出。
2014年7月13日、グラビアの活動を中心にしたいという理由でアイドルグループ「WenDee」を卒業。芸名を辻柚音に改名し、グラビアアイドルとしての活動スタート。
2014年11月20日、1stDVD『ユネのはじめて』を発売。辻柚音名義でのDVDは3本発売。
2015年5月24日、グッドチョイスエンタテインメントからの退所を発表。

## 作品

### DVD
- ユネのはじめて[2][1]（2014年11月20日、ギルド）
- みずどmis*dol触れたくて…（2015年6月19日、@misty）
- ゆず蜜（2015年10月30日、グラッソ）

### デジタル写真集
- 人妻 厭らしすぎた身体（2015年3月20日、アイロゴス）
- 大爆乳秘書（2015年4月3日、アイロゴス）
- 薄ピタ レオタード（2015年4月24日、アイロゴス）
- 女子高生 放課後の秘め事（2015年5月15日、アイロゴス）
- プリズムスケッチ（2016年2月26日、グラビア学園）
- LOVE HOLIC（2016年2月26日、グラビア学園）
- となりのカノジョが（2016年2月26日、グラビア学園）

## 出演

### テレビ番組
- 全力坂『観音坂・千日坂・坂町坂』（テレビ朝日、2015年9月 - 10月）

### 雑誌
- ヤングキング 懸賞ページ（2015年4月 - 9月、少年画報社）

### その他
- オンラインゲーム『NEXONアラド戦記』 女格闘家イメージキャラクター
- 秋葉原オクトーバーフェスト 妖怪少女 -モンスガ- アシスタントMC（2015年3月27日）